# Bandar Imam Petrochemieunternehmen
Das Bandar Imam Petrochemieunternehmen (persisch پتروشیمی بندر امام, englisch Bandar Imam Petrochemical Company (BIPC)) ist ein iranisches Unternehmen im Bereich der Petrochemie. Es stellt in seinen Anlagen Chemikalien, Aromatizität, Polymere und Flüssiggas her. Die wichtigsten petrochemischen Produkte sind Ethylen, Propylen, Butadien, Benzol, Toluol und Xylole. Sie werden überwiegend zu Zwischen- und Endprodukten wie Polyethylen, Synthesekautschuk, Polyvinylchlorid, Paraxylen und MTBE weiterverarbeitet.
Das Unternehmen wurde 1973 als Joint Venture zwischen der Staatlichen Petrochemiegesellschaft des Iran und dem japanischen Unternehmen Mitsui unter dem Namen Iran-Japan Petrochemieunternehmen gegründet. Nach dem Rückzug von Mitsui aus dem Komplex-Bauprojekt im Jahr 1986 wurden alle Anteile von der iranischen Gesellschaft übernommen und der Name in Bandar Imam Petrochemieunternehmen geändert.
2010 wurde das Unternehmen von der Persischen Golf Petrochemieindustrie übernommen.
Der Firmensitz und die Produktionsanlagen befinden sich in der Nähe der Stadt Bandar-e Machschahr in der Provinz Chuzestan. Das Gelände umfasst etwa 270 Hektar an der Nordwestküste des Persischen Golfs. Es liegt 160 km südöstlich von Ahvaz und 84 km östlich von Abadan in der Imam Chomeini Hafen Sonderwirtschaftszone.